# Польж, Жак
Жак Польж (фр. Jacques Polge, 14 июня 1943, коммуна Лань, департамент Воклюз, Французская республика) — французский парфюмер, создатель ароматов Chanel.

## Биография
Жак Польж родился в коммуне Лань департамента Воклюзе во Франции 14 июня 1943 года.
С детства проявлял интерес к английскому языку, любил литературу. Получил высшее образование на факультете английской филологии в университете Экс-ан-Прованса.
Окончив обучение, понял, что больше всего хочет быть парфюмером и поступил в знаменитую парфюмерную школу Roure. Окончив обучение в Roure, два года проводит в Нью-Йорке. По возвращении в Париж какое-то время работает в парфюмерной компании Roure-Bertrand-Dupont, успешно сотрудничает с известными брендами Yves Saint Laurent, Tiffany, Ungaro.
С 1978 года — парфюмер Дома Chanel. Первый аромат Antaeus создал для Chanel в 1981 году. Первый и самый успешный аромат для Ungaro - Diva (1983).

## Ароматы, созданные Жаком Польжем
- 1970 — Yves Saint Laurent Rive Gauche[англ.]

- 1981 — Chanel Antaeus[англ.]
- 1982 — Emanuel Ungaro Diva
- 1984 — Chanel Coco[англ.]
- 1986 — Chanel No. 5 EDP
- 1987 — Emanuel Ungaro Senso
- 1987 — Chanel Bois Noir
- 1989 — Tiffany Tiffany for Men
- 1990 — Chanel Egoiste[англ.]
- 1993 — Chanel Egoiste Platinum
- 1996 — Chanel Allure[англ.]
- 1999 — Chanel Allure Homme
- 1999 — Tiffany Sheer Tiffany
- 2001 — Chanel Coco Mademoiselle
- 2003 — Chanel Chance
- 2003 — Tiffany Pure Tiffany
- 2006 — Allure Sensuelle
- 2007 — Chanel Chance Eau Fraiche
- 2007 — Chanel № 18[англ.]
- 2008 — Chanel № 5 Eau Premiere
- 2008 — Chanel Allure Homme Edition Blanche
- 2009 — Cristalle eau verte
- 2010 — Chanel Chance Eau Tendre
- 2010 — Bleu de Chanel[англ.]
- 2011 — No. 19 POUDRE
- 2012 — Chanel Coco Noir
- 2012 — Allure Homme Sport eau Extreme